# Alisios (Santa Cruz de Tenerife)
Alisios es una entidad de población del municipio de Santa Cruz de Tenerife, en la isla de Tenerife —Canarias, España—.
Se encuadra administrativamente dentro del distrito Suroeste.

## Toponimia
El barrio toma su nombre de la primera urbanización construida en la zona, y que se llamaba Alisios II por existir ya una homónima en el municipio de La Orotava.

## Características
Alisios queda delimitado por las calles del Piñonero y de Punta Santiago al norte, por la Autopista del Sur al este, por la carretera de Santa María del Mar al sur, y por la carretera General del Sur al oeste.
El barrio se encuentra urbanísticamente unido al barrio de Santa María del Mar. Se ubica a 4,9 kilómetros al suroeste del centro municipal y a una altitud media de 230 m s. n. m. Ocupa una superficie de 0,62 km².
Posee los colegios CEIP Santa María del Mar y Virgen del Mar, el campo de fútbol municipal de Añaza, el polideportivo de Santa María del Mar, una iglesia dedicada a María Inmaculada, el parque público La Estrella, un parque infantil, así como comercios. Aquí se encuentran también el Consulado Francés e instalaciones de la empresa de transportes TITSA.

## Historia
Los terrenos sobre los que se asienta el barrio pertenecían al municipio de El Rosario hasta que en el año 1972 fueron cedidos por este al ayuntamiento capitalino para la expansión de la ciudad.
El barrio surge en la década de 1980 mediante el proceso de autoconstrucción. En 1990 se construyen de igual forma viviendas de protección oficial que son habitadas por numerosas familias de la ciudad.

## Demografía
| Año        | 2000  | 2001  | 2002  | 2003  | 2004  | 2005  | 2006  | 2007  | 2008 | 2009  | 2010  | 2011  | 2012  | 2013  | 2014  | 2015  | 2016  |
| ---------- | ----- | ----- | ----- | ----- | ----- | ----- | ----- | ----- | ---- | ----- | ----- | ----- | ----- | ----- | ----- | ----- | ----- |
| Habitantes | 2 254 | 2 511 | 2 712 | 3 062 | 3 330 | 3 605 | 3 896 | 4 001 | 160  | 4 256 | 4 350 | 4 376 | 4 321 | 4 372 | 4 403 | 4 387 | 4 393 |

## Comunicaciones
Se llega al barrio a través de la Autopista del Sur TF-1, de la Autovía Interconexión Norte-Sur TF-2 o de la Carretera General del Sur TF-28.

### Transporte público
Posee una parada de taxi en la calle de Tamaragua.
En autobús —guagua— queda conectado mediante las siguientes líneas de TITSA: 
| Línea | Trayecto                                                              | Recorrido     |
| ----- | --------------------------------------------------------------------- | ------------- |
| 127   | Taco - Güímar (por Bco. Hondo y Candelaria)                           | Horario/Línea |
| 933   | Taco - Bco. Grande - Cruce Sta. María - El Tablero                    | Horario/Línea |
| 934   | Intercambiador - Taco - Sta. María del Mar - Añaza - Intercambiador   | Horario/Línea |
| 935   | Intercambiador Santa Cruz - Urb. Añaza - Alisios - Sta. María del Mar | Horario/Línea |
| 936   | Intercambiador - Añaza - Sta. María del Mar - Taco - Intercambiador   | Horario/Línea |

## Galería

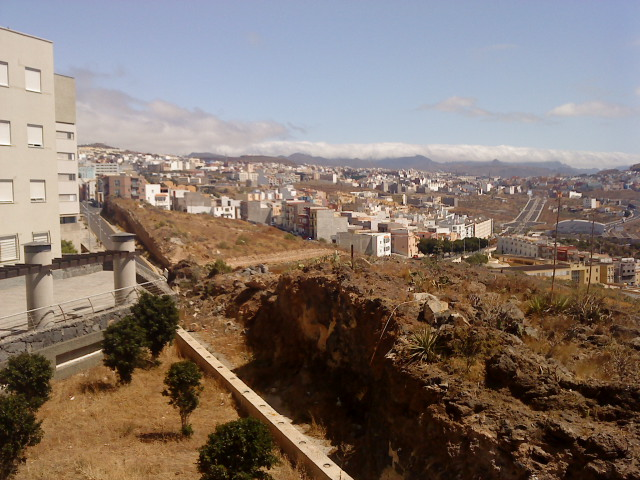
Alisios y alrededores
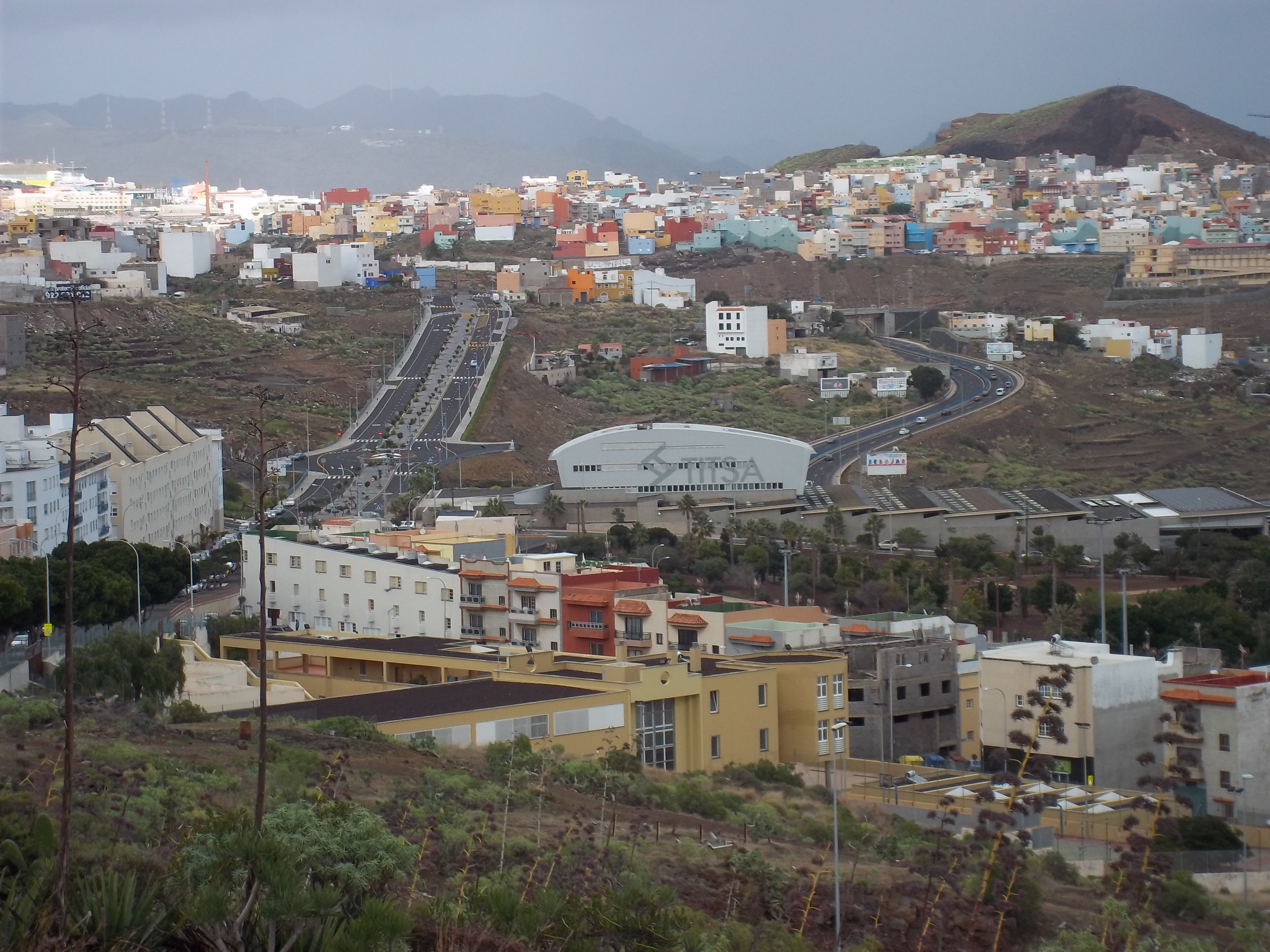
Vista desde Cuevas Blancas (Alisios)